# 理想のオトコ
『理想のオトコ』（りそうのオトコ、英語: The ideal man）は、チカによる日本の漫画。電子コミックサービス「LINE マンガ」（2018年7月 - 2019年8月）と「Palcy」（2019年11月 - 2020年4月）で連載されていた。恋から暫く遠ざかっている32歳の女性美容師が10歳上の漫画家とかつての同級生との間で揺れ動く大人のラブストーリーを描く。
2021年4月から蓮佛美沙子主演でテレビドラマ化された。

## 登場人物
小松燈子（こまつ とうこ）〈32〉
本作の主人公。美容師であり、独身。長いこと恋愛から遠ざかっている。
安積茉莉沙（あづみ まりさ）〈32〉
燈子の親友であり、既婚者。編集の仕事をしている。
ミツヤス〈42〉
燈子や茉莉沙より10歳年上の漫画家。「ミツヤス」はペンネーム。
志摩圭吾（しま けいご）〈32〉
編集者であり、燈子の同級生。
高野（たかの）〈22〉
燈子や茉莉沙より10歳年下の新進気鋭のデザイナー。
最賀（さいが）
ミツヤスのアシスタント。年齢は不明だが燈子や茉莉沙よりは年下。

## 書誌情報
- チカ 『理想のオトコ』、〈KCコミックス〉講談社、全7巻
  1. 2018年11月13日発売[講 1]、ISBN 978-4-06-513896-0
  2. 2019年02月13日発売[講 2]、ISBN 978-4-06-515119-8
  3. 2019年06月13日発売[講 3]、ISBN 978-4-06-516341-2
  4. 2019年11月13日発売[講 4]、ISBN 978-4-06-517934-5
  5. 2020年04月13日発売[講 5]、ISBN 978-4-06-519422-5
  6. 2020年08月12日発売[講 6]、ISBN 978-4-06-520553-2
  7. 2020年09月11日発売[講 7]、ISBN 978-4-06-520768-0

## テレビドラマ
2021年4月8日（7日深夜）から5月27日（26日深夜）まで毎週木曜の0時40分 - 1時10分（水曜深夜）にテレビ東京系の深夜ドラマ枠「ドラマParavi」で放送。主演は蓮佛美沙子。

### キャスト
小松燈子〈32〉
演 - 蓮佛美沙子（幼少期：田中乃愛）
独身の美容師。
安積茉莉沙〈32〉
演 - 藤井美菜
編集者・燈子の親友。
高野正巳〈22〉
演 - 瀬戸利樹
新進気鋭のデザイナー。
志摩圭吾〈32〉
演 - 味方良介
茉莉沙の同僚・燈子の高校時代の同級生。
ミツヤス〈42〉
演 - 安藤政信（青年期：松村陸斗）
漫画賞を受賞した漫画家。
京子
演 - しゅはまはるみ
澄子の勤めるヘアサロン・エマーニのオーナー。
安積正樹
演 - 武田航平
茉莉沙の夫。
最賀
演 - 平井亜門
ミツヤスのアシスタント。
ふみ
演 - 里々佳
ヘアサロン・エマーニの美容師。
神田
演 - 岩上隼也
ヘアサロン・エマーニの美容師。
小町敏史
演 - 黒須洋嗣
編集長。

### スタッフ
- 原作 - チカ 『理想のオトコ』（KCコミックス / 講談社刊）
- 脚本 - 小松江里子
- 監督 - 宮脇亮、北川瞳、吉野主
- 音楽 - 鈴木ヤスヨシ
- 主題歌 - 足立佳奈「ノーメイク」（Sony Music Labels）[5]
- エンディングテーマ - 大橋ちっぽけ「By Your Side」（日本コロムビア／TRIAD）[5]
- 美容指導 - Kivi
- 技術協力 - ビデオスタッフ
- 美術協力 - BEENS
- チーフプロデューサー - 山鹿達也（テレビ東京）
- プロデューサー - 小松幸敏（テレビ東京）、高石明彦（The icon）
- 制作 - テレビ東京、The icon
- 製作著作 - 「理想のオトコ」製作委員会

### 放送日程
| 各話   | 放送日  | サブタイトル                 | ラテ欄               | 監督   |
| ------ | ------- | ---------------------------- | -------------------- | ------ |
| 第1話  | 4月08日 | 大人の恋が動き出す!          | これって1夜の過ち!?  | 宮脇亮 |
| 第2話  | 4月15日 | 恋の始まり? 私が好きなのは!  | 2人の秘密…禁断の恋   | 宮脇亮 |
| 第3話  | 4月22日 | これって勘違い?              | 深夜0時 大人のキス!  | 北川瞳 |
| 第4話  | 4月29日 | 年上のオトコと同級生のオトコ | 私を惑わす2人の求愛  | 北川瞳 |
| 第5話  | 5月06日 | 僕はダメなオトコです         | 幸せの勝ち組と負け組 | 吉野主 |
| 第6話  | 5月13日 | 貴方をずっと待っている       | 恋人を待つ孤独な夜…  | 吉野主 |
| 第7話  | 5月20日 | すれ違う2人                  | 仕事に恋…究極の2択   | 宮脇亮 |
| 最終話 | 5月27日 | 理想のオトコとは?            | 自分で決めた幸せの形 | 宮脇亮 |

### 放送局
| 放送期間         | 放送時間                     | 放送局         | 対象地域       | 備考           |
| ---------------- | ---------------------------- | -------------- | -------------- | -------------- |
| 4月8日 - 5月27日 | 木曜 0:40 - 1:10（水曜深夜） | テレビ東京     | 関東広域圏     | 製作局         |
|                  |                              | テレビ大阪     | 大阪府         |                |
|                  |                              | テレビ愛知     | 愛知県         |                |
|                  |                              | テレビせとうち | 岡山県・香川県 |                |
|                  |                              | テレビ北海道   | 北海道         |                |
|                  |                              | TVQ九州放送    | 福岡県         |                |
| 8月6日 - 9月24日 | 金曜 0:00 - 0:30（木曜深夜） | BSテレ東（2K） | 全国           |                |
|                  |                              | BSテレ東4K     | 全国           | 4K制作版で放送 |

### ネット配信
- Paraviでは3月31日から独占先行配信（毎週水曜21:00）[2][3]。
- ネットもテレ東（TVer、GYAO!）では地上波での放送後から最新話限定で無料配信。

| テレビ東京系列 ドラマパラビ                                                                              | テレビ東京系列 ドラマパラビ                                          | テレビ東京系列 ドラマパラビ                 |
| 前番組                                                                                                   | 番組名                                                               | 次番組                                      |
| --- | -------------------------------------------------------------------- | ------------------------------------------- |
| おじさまと猫 （2021年1月7日 - 3月25日） - ※ここまで0:58 - 1:28に放送                                     | 理想のオトコ （2021年4月8日 - 5月27日） - ※ここから0:40 - 1:10に放送 | にぶんのいち夫婦 （2021年6月3日 - 7月29日） |
| テレビ東京 木曜0:40 - 0:52枠（水曜深夜）                                                                 |                                                                      |                                             |
| ゲキカラドウ ※0:12 - 0:52 【ここまで『ドラマホリック!』枠】 - ※『ドラマホリック!』枠は12分繰り上げて継続 | 理想のオトコ 【ここから『ドラマパラビ』枠】                          | にぶんのいち夫婦                            |
| テレビ東京 木曜0:52 - 0:58枠（水曜深夜）                                                                 |                                                                      |                                             |
| ざんねんないきもの事典                                                                                   | 理想のオトコ 【ここから『ドラマパラビ』枠】                          | にぶんのいち夫婦                            |